# Paolo Pileri
Paolo Pileri (Terni, Italia, 31 de julio de 1944 - ibíd., 12 de febrero de 2007) fue un piloto de motociclismo de Italia.
Nació en Terni, ganó el Campeonato Mundial de 125cc en 1975 como miembro del equipo de carreras de fábrica de Morbidelli. Después de retirarse, se convirtió en el director de un equipo de carreras, guiando a Loris Capirossi, y otros. Se le atribuye el haber descubierto a Valentino Rossi.

## Resultados de carrera

### Campeonato del Mundo de Motociclismo

#### Carreras por año
Sistema de puntos desde 1969 a 1987:
| Posición | 1.º | 2.º | 3.º | 4.º | 5.º | 6.º | 7.º | 8.º | 9.º | 10.º |
| Puntos   | 15  | 12  | 10  | 8   | 6   | 5   | 4   | 3   | 2   | 1    |

Sistema de puntos desde 1988 a 1992:
| Posición | 1.º | 2.º | 3.º | 4.º | 5.º | 6.º | 7.º | 8.º | 9.º | 10.º | 11.º | 12.º | 13.º | 14.º | 15.º |
| Puntos   | 20  | 17  | 15  | 13  | 11  | 10  | 9   | 8   | 7   | 6    | 5    | 4    | 3    | 2    | 1    |

(Carreras en negrita indica pole position, carreras en cursiva indica vuelta rápida)
| Año  | Clase | Equipo            | 1       | 2       | 3       | 4       | 5       | 6       | 7       | 8       | 9       | 10      | 11      | 12      | 13      | Pts. | Pos. |
| ---- | ----- | ----------------- | ------- | ------- | ------- | ------- | ------- | ------- | ------- | ------- | ------- | ------- | ------- | ------- | ------- | ---- | ---- |
| 1971 | 125cc | Aermacchi         | AUT -   | GER -   | IOM -   | NED -   | BEL 13  | DDR -   | CZE -   | SWE -   | FIN -   | NAT -   | ESP -   |         |         | 0    | -    |
| 1972 | 125cc | Suzuki            | GER -   | FRA -   | AUT -   | NAT -   | IOM -   | YUG -   | NED -   | BEL 13  | DDR -   | CZE -   | SWE -   | FIN -   | ESP -   | 0    | -    |
| 1972 | 250cc | Yamaha            | GER -   | FRA -   | AUT -   | NAT -   | IOM -   | YUG -   | NED -   | BEL 18  | DDR -   | CZE -   | SWE -   | FIN -   | ESP -   | 0    | -    |
| 1973 | 125cc | DRS               | FRA -   | AUT 9   | GER -   | NAT Ret | IOM -   | YUG -   | NED -   | BEL 11  | CZE -   | SWE -   | FIN -   | ESP -   |         | 2    | 37.º |
| 1973 | 250cc | Yamaha            | FRA -   | AUT 12  | GER 4   |         | IOM -   | YUG -   | NED -   | BEL 3   | CZE 4   | SWE -   | FIN -   | ESP -   |         | 18   | 14.º |
| 1974 | 125cc | Morbidelli        | FRA -   | GER DNS | AUT -   | NAT -   |         | NED Ret | BEL -   | SWE -   |         | CHE 2   | YUG -   | ESP -   |         | 12   | 14.º |
| 1974 | 250cc | Yamaha            |         | GER DNS |         | NAC -   | TTD -   | NED 8   | BEL 11  | SUE -   | FIN -   | CHE Ret | YUG -   | ESP -   |         | 3    | 35.º |
| 1975 | 125cc | Morbidelli        | FRA 3   | ESP 1   | AUT 1   | GER 1   | NAT 1   |         | NED 1   | BEL 1   | SWE 1   |         | CZE Ret | YUG -   |         | 90   | 1.º  |
| 1975 | 250cc | Yamaha            | FRA DNQ | ESP Ret |         | GER -   | NAT Ret | IOM -   | NED Ret | BEL Ret | SWE 5   | FIN -   | CZE -   | YUG -   |         | 6    | 24.º |
| 1976 | 125cc | Morbidelli        |         | AUT 2   | NAC 2   | YUG 3   |         | NED 2   | BEL 2   | SUE 3   | FIN 5   |         | ALE -   | ESP -   |         | 64   | 3.º  |
| 1976 | 250cc | Bimota-Morbidelli | FRA Ret |         | NAT Ret | YUG -   | IOM -   | NED Ret | BEL 2   | SWE Ret | FIN DNQ | CZE -   | GER -   | ESP -   |         | 12   | 14.º |
| 1977 | 250cc | Morbidelli        | VEN Ret |         | ALE Ret | NAC -   | ESP -   | FRA -   | YUG Ret | NED DNQ | BEL DSQ | SUE 11  | FIN 9   | CZE -   | GBR -   | 2    | 31.º |
| 1978 | 250cc | Morbidelli        | VEN Ret | ESP Ret |         | FRA Ret | NAC -   | NED 5   | BEL 1   | SUE 12  | FIN 5   | GBR Ret | ALE Ret | CZE Ret | YUG 4   | 35   | 10.º |
| 1979 | 250cc | Morbidelli        | VEN -   |         | ALE 23  | NAC 7   | ESP Ret | YUG Ret | NED Ret | BEL -   | SUE Ret | FIN 18  | GBR Ret | CHE 3   | FRA DNQ | 14   | 14.º |